# Oratorio della Pace (Messina)

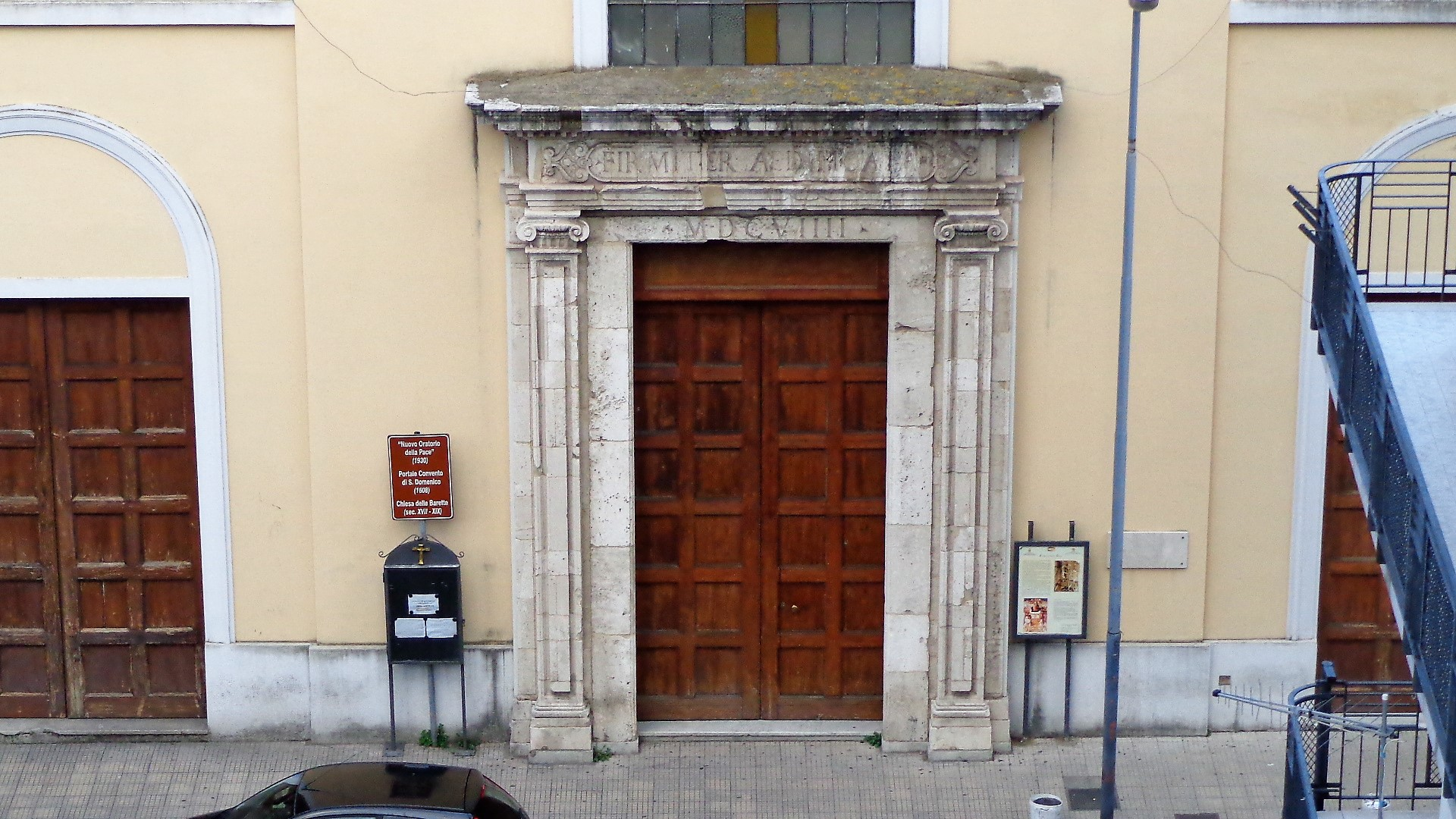
Portale.

Il nuovo Oratorio della Pace è un luogo di culto di Messina ubicato in via XXIV Maggio sorto sull'area del primitivo convento di San Domenico. Appartenente all'arcidiocesi di Messina-Lipari-Santa Lucia del Mela, vicariato di Messina Centro sotto il patrocinio della Madonna della Lettera, arcipretura di Messina.

## Storia

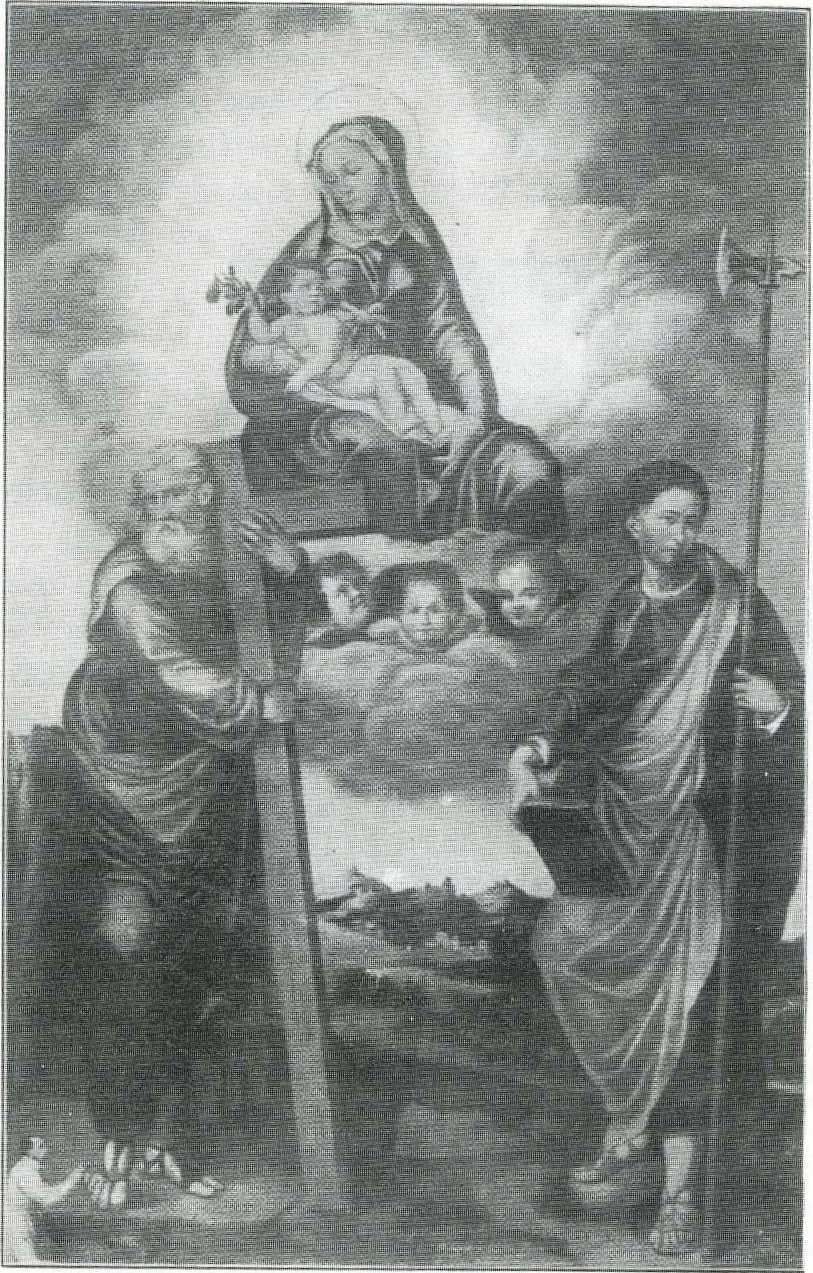
Santi Simone e Giuda, Antonello Riccio.

### Oratorio della Pace
Nel 1550, presso l'oratorio dei Santi Cosma e Damiano fu fondata l'arciconfraternita dei Bianchi sotto il titolo della «Pace», sodalizio costituito da nobili con lo scopo di derimere le controversie e pacificare opposte fazioni.
La cappella Grano fu edificata nel 1640 da Giovanni Antonio Ponzello su progetto di Simone Gullì nei pressi del monastero di Montevergine. Dal 1783 l'edificio prese il nome di oratorio della Pace in quanto ospitante l'arciconfraternita di Nostra Signora del Santissimo Rosario della Pace e dei Bianchi e l'arciconfraternita di Nostra Signora del Rosario dei Santi Apostoli Simone e Giuda, entrambi private delle rispettive sedi distrutte dal terremoto della Calabria meridionale del 1783.
In questa occasione la cappella fu rivestita di marmi policromi e affrescata nella volta e nella tribuna, con storie tratte dal Vecchio Testamento, opera di Giuseppe Paladino. Sono inoltre presenti il dipinto dell'Assunta di Mario Minniti posto sull'altare maggiore, la tavola La Vergine del Rosario del 1489, le tavole cinquecentesche San Cosimo e San Damiano di Vincenzo degli Azani o Aniemolo detto il «Romano» e San Simone e San Giuda di Antonello Riccio.
Il terremoto di Messina del 1908 danneggiò irreparabilmente l'edificio: tutte le opere furono recuperate e attualmente custodite nel Museo regionale di Messina

### Nuovo oratorio della Pace
Costruito nell'area dove sorgeva il convento di San Domenico, il nuovo oratorio della Pace fu edificato nel 1932 per volere dell'arcivescovo Angelo Paino, allo scopo di offrire una sede dignitosa alle Barette. I gruppi statuari, in seguito al terremoto di Messina del 1908, essendo diroccata l'originaria sede, furono provvisoriamente ricoverati presso la chiesa di Sant'Elia.
La chiesa è costituita da una navata centrale, dove è collocato un altare marmoreo con tabernacolo, e due ampie navate laterali, dove trovano collocazione gli undici fercoli. La ripartizione degli ambienti è realizzata attraverso colonne con capitelli in gesso.
All'ingresso è stato collocato un antico portale in pietra che reca sull'architrave l'iscrizione "FIRMITER AEDIFICATA MDCVIIII", porta-finestra proveniente dal monastero di San Placido Calonerò e in seguito utilizzata per l'ampliamento del convento di San Domenico realizzato a cavallo del 1589 e il 1609.
Nel 2010 il nuovo oratorio della Pace è stato interamente restaurato grazie all'arciconfraternita degli Azzurri e della Pace dei Bianchi che ne detiene la proprietà. Dalla sua ricostituzione nella chiesa ha sede la confraternita Santissimo Crocifisso il Ritrovato, sodalizio che ha in custodia le undici barette che ogni anno vengono portate in processione il venerdì santo.

## Confraternita Santissimo Crocifisso il Ritrovato
La "confraternita del Santissimo Crocifisso detto «Il Ritrovato»" è stata fondata in città nell'anno 1751 con sede nella chiesa di San Nicolò La Montagna. In seguito, dopo il terremoto della Calabria meridionale del 1783, su concessione dell'arcivescovo di Messina Nicola Cifaglione, s'insediò presso la chiesa del Santissimo Crocifisso Il Ritrovato nel quartiere Tirone di Messina.
Il sodalizio aveva lo scopo primario di tenere viva e diffondere la devozione ai dolori della Passione di Cristo. Era sopravvissuto a vari eventi funesti che avevano travagliato la vita della città, ma rimase travolto dagli eventi bellici del 1943, che distrussero la chiesa e dispersero i confrati superstiti. La confraternita è stata ricostituita con nulla osta dell'arcivescovo Ignazio Cannavò del 26 ottobre 1993, grazie all'iniziativa dei componenti del "comitato dei battitori" e di alcuni devoti. Alla confraternita è riconosciuto il privilegio e l'onore di organizzare la Processione delle Barette che ogni anno si svolge in città il giorno del venerdì santo.

## Arciconfraternita di Nostra Signora del Santissimo Rosario della Pace e dei Bianchi
Derivata dall'Arciconfraternita dei Bianchi sotto il titolo della «Pace».